# Magyar Pénzverő

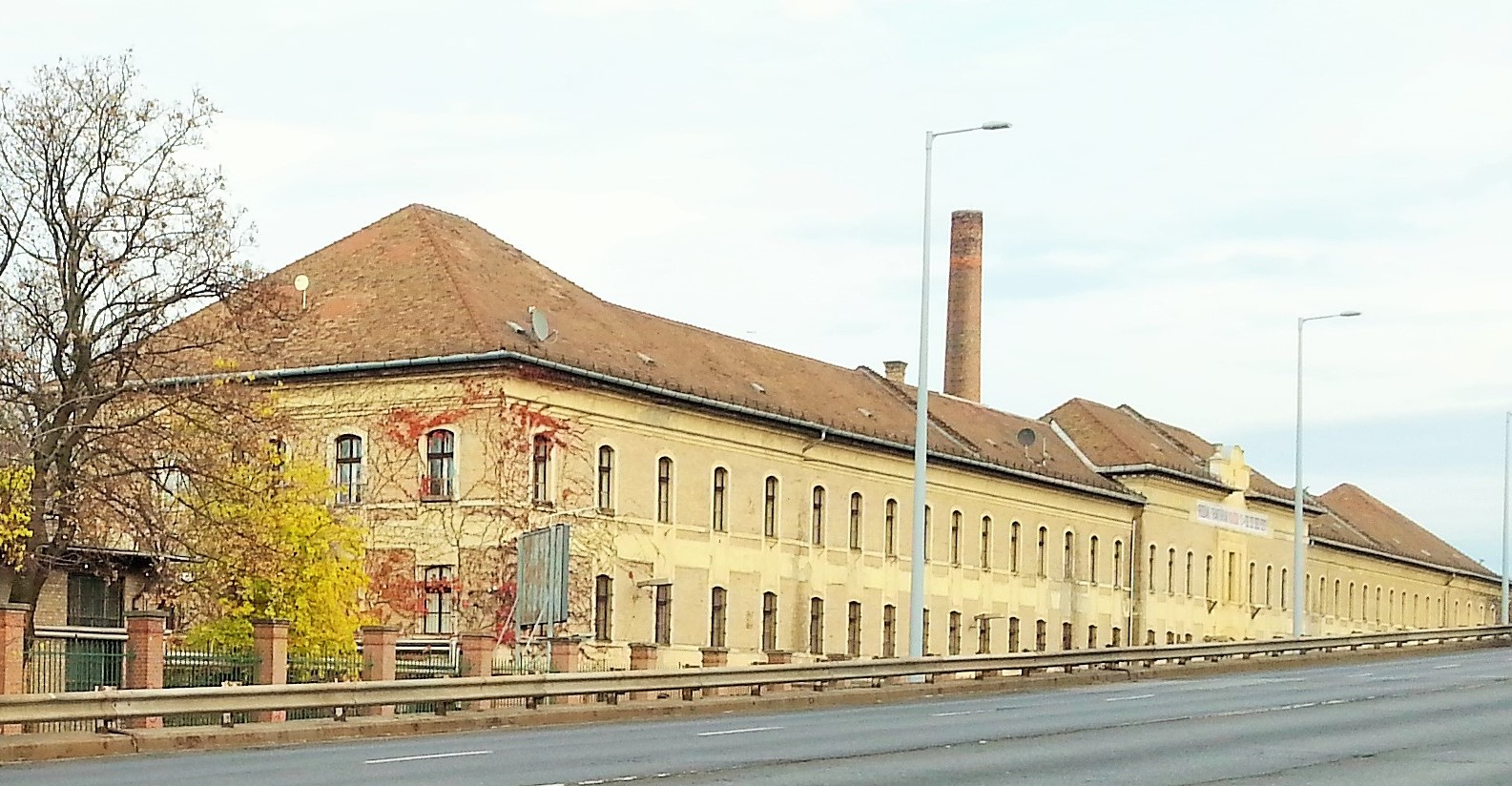

Magyar Pénzverő is het nationale munthuis van Hongarije in Boedapest. De geschiedenis van de Munt gaat terug tot de zilveren denars van Stefanus I van Hongarije. De Munt werd opgericht in 1001
en later in 1925 als Koninklijke Hongaarse Munt. Magyar Pénzverő heeft als enige het recht om de munten van de Hongaarse forint te slaan.